# Isocladus indicus
Isocladus indicus là một loài chân đều trong họ Sphaeromatidae. Loài này được Nierstrasz miêu tả khoa học năm 1930.